# Allium madidum
Allium madidum — вид трав'янистих рослин родини амарилісові (Amaryllidaceae), ендемік штатів Айдахо, Орегон, США.

## Опис
Цибулин 1–3, кожна з яких з кластером 10–30 цибулинок, які легко відокремлюються, від кулястих до яйцюватих, 1–1.6 × 0.8–1.5 см; зовнішні оболонки містять 1 або більше цибулин, коричневі, перетинчасті; внутрішні оболонки від білих до рожевих. Листки стійкі, зелені в період цвітіння, 2; листові пластини плоскі або жолобчасті, 10–25 см × 1–4 мм, поля цілі. Стеблина стійка, одиночна, прямостійна, ± циліндрична, 10–20 см × 1–2 мм. Зонтик стійкий, прямостійний, компактний, 10–20-квітковий, півсферичний, цибулинки невідомі. Квіти дзвінчасті, 6–10 мм; листочки оцвітини прямостійні або ± розлогі, білі із зеленими або рожевими серединними жилками, ланцетоподібні, ± рівні, краї цілі, верхівка від тупої до загостреної. Пиляки білі або жовті; пилок жовтий. Насіннєвий покрив тьмяний. 2n = 28, 42.
Період цвітіння: травень — липень.

## Поширення
Ендемік штатів Айдахо, Орегон, США.
Населяє сезонні вологі луки; 1100—2000 м.